# Helene Hellmark Knutsson
Marie Helene Hellmark Knutsson, ogift Knutsson, född 12 september 1969 i Stockholm, är en svensk socialdemokratisk politiker. Hon är landshövding i Västerbottens län sedan den 1 augusti 2020 och var 2014–2019 minister för högre utbildning och forskning.
Hellmark Knutsson växte upp i Solna och har studerat  historia, nationalekonomi och statistik på Stockholms universitet (60 p.) 1990–1993. På 1990-talet engagerade hon sig fackligt i LO. Hon är gift med Richard Hellmark och har en son och en dotter.

## Yrkesliv
Hellmark Knutsson har arbetat som bland annat restaurang- och butiksbiträde.
Hon blev ombudsman på LO 1996 och var 2001–2006 samt 2007–2010 kommunstyrelsens ordförande i Sundbyberg. Under mandatperioden 2010–2014 var hon landstingsråd i Stockholms läns landsting och från april 2013 ordförande för Socialdemokraterna i Stockholms län. Hellmark Knutsson var också ordförande i Mälardalsrådet 2011–2013 samt vice ordförande 2013–2014.